# Kukułka i szpak
Kukułka i szpak (ros. Кукушка и скворец, Kukuszka i skworiec) – radziecki krótkometrażowy film animowany z 1949 roku w reżyserii Leonida Amarlika i Władimira Połkownikowa. Na podstawie bajki Siergieja Michałkowa o tej samej nazwie.

## Fabuła
Wraz z nadejściem wiosny całe ptactwo budzi się do życia. Ceniąca sobie wolność kukułka jak zwykle podrzuca swoje jajko do cudzego gniazda. Nie jest zainteresowana wychowywaniem swoich piskląt. Inaczej reaguje szpak, który cieszy się na widok wykluwającego się potomstwa i nie rozumie zachowania kukułki.

## Animatorzy
Nadieżda Priwałowa, Fiodor Chitruk, Aleksandr Biełakow, Dmitrij Biełow, Lew Popow, B. Pietin, I. Stariuk

## Nagrody
- 1950: V Międzynarodowy Festiwal Filmowy w Karlowych Warach – dyplom honorowy

## Wersja polska
- Seria Bajki rosyjskie (odc. 15)